# Светско првенство у атлетици у дворани 2022 — скок удаљ за жене
Скок удаљ у женској конкуренцији на 18. Светском првенству у атлетици у дворани 2022. одржано је 20. марта у Београдској арени (из спонзорских разлога позната и као Штарк арена, раније Комбанк арена) у Београду (Србија).
Титулу освојену у Бирмингему 2018. одбранила је Ивана Шпановић из Србије.

## Земље учеснице
Учествовало је 15 такмичарки из 12 земаља.
1. Барбадос (1)
2. Бразил (1)
3. Италија (1)
4. Мађарска (1)
5. Нигерија (2)
6. Румунија (1)
7. САД (2)
8. Србија (2)
9. Уједињено Краљевство (1)
10. Украјина (1)
11. Шведска (1)
12. Шпанија (1)

## Освајачи медаља
| Освајачи медаља |           |              |  |  |  |  |
|                 |           |              |  |  |  |  |
|                 |           |              |  |  |  |  |
|                 |           |              |  |  |  |  |
| Ивана Вулета    | Есе Бруме | Лорејн Јуџен |  |  |  |  |
| Србија          | Нигерија  | У.Краљевство |  |  |  |  |

## Рекорди пре почетка Светског првенства 2022.
Рекорди у скоку удаљ за жене пре почетка светског првенства 18. марта 2022. године:
| Рекорди пре почетка Светског првенства 2022.     | Рекорди пре почетка Светског првенства 2022. | Рекорди пре почетка Светског првенства 2022. | Рекорди пре почетка Светског првенства 2022. | Рекорди пре почетка Светског првенства 2022. | Рекорди пре почетка Светског првенства 2022. |
| ------------------------------------------------ | -------------------------------------------- | -------------------------------------------- | -------------------------------------------- | -------------------------------------------- | -------------------------------------------- |
| Светски рекорд                                   | Хајке Дрекслер                               | Источна Немачка                              | 7,37                                         | Беч, Аустрија                                | 13. фебруар 1988.                            |
| Рекорд светских првенстава                       | Бритни Рис                                   | Сједињене Државе                             | 7,23                                         | Истанбул, Турска                             | 11. март 2012.                               |
| Најбољи резултат сезоне                          | Малајка Михамбо                              | Немачка                                      | 6,96                                         | Диселдорф, Немачка                           | 20. фебруар 2022.                            |
| Афрички рекорд                                   | Чиома Аџунва                                 | Нигерија                                     | 6,97                                         | Ерфурт, Немачка                              | 6. фебруар 1997.                             |
| Азијски рекорд                                   | Јао Вејли                                    | Кина                                         | 6,82                                         | Пекинг, Кина                                 | 13. март 1992.                               |
| Северноамерички рекорд                           | Бритни Рис                                   | Сједињене Државе                             | 7,23                                         | Истанбул, Турска                             | 11. март 2012.                               |
| Јужноамерички рекорд                             | Морен Хига Маги                              | Бразил                                       | 6,89                                         | Валенсија, Шпанија                           | 9. март 2008.                                |
| Европски рекорд                                  | Хајке Дрекслер                               | Источна Немачка                              | 7,37                                         | Беч, Аустрија                                | 13. фебруар 1988.                            |
| Океанијски рекорд                                | Никол Богман                                 | Аустралија                                   | 6,81                                         | Барселона, Шпанија                           | 12. март 1995.                               |
| Рекорди после завршеног Светског првенства 2022. |                                              |                                              |                                              |                                              |                                              |
| Најбољи резултат сезоне                          | Ивана Вулета                                 | Србија                                       | 7,06                                         | Београд, Србија                              | 20. март 2022.                               |

### Најбољи резултати у 2022. години
Десет најбољих атлетичарки године у скоку удаљ у дворани пре почетка првенства (18. марта 2022), имале су следећи пласман.
| 1.  | Малајка Михамбо          | Немачка          | 6,96 | 20. фебруар |
| 2.  | Ивана Вулета             | Србија           | 6,88 | 7. март     |
| 3.  | Тара Дејвис              | Сједињене Државе | 6,84 | 11. фебруар |
| 4.  | Јулимар Рохас            | Венецуела        | 6,81 | 17. фебруар |
| 5.  | Акела Џонс               | Велика Британија | 6,80 | 11. фебруар |
| 6.  | Џасмин Мур               | Сједињене Државе | 6,75 | 25. фебруар |
| 6.  | Лорејн Јуџен             | Велика Британија | 6,75 | 27. фебруар |
| 8.  | Алина Ротару-Котман      | Румунија         | 6,72 | 27. фебруар |
| 9.  | Марија Висенте           | Шпанија          | 6,70 | 15. јануар  |
| 9.  | Флорентина Костина Јуско | Румунија         | 6,70 | 16. јануар  |
| 9.  | Кади Сагнија             | Шведска          | 6,70 | 19. фебруар |
|     |                          |                  |      |             |
| 12. | Милица Гардашевић        | Србија           | 6,69 | 7. март     |

Такмичарке чија су имена подебљана учествовале су на СП 2022.

## Квалификациона норма
| Дворана | Отворено |
| ------- | -------- |
| 6,80 м  |          |

## Сатница
| Датум          | Време | Ниво   |
| -------------- | ----- | ------ |
| 20. март 2022. | 17:37 | Финале |

## Резултати

### Финале
Такмичење је одржано 20. марта 2022. године у 17:37. Све атлетчарке су  извеле по 3 скока, 8 најбољих још 3 скока.,,,
| Место | Атлетичарка              | Земља                | ЛР     | ЛРС  | 1.   | 2.   | 3.   | 4.   | 5.   | 6.   | Резултат | Белешка  |
| ----- | ------------------------ | -------------------- | ------ | ---- | ---- | ---- | ---- | ---- | ---- | ---- | -------- | -------- |
|       | Ивана Вулета             | Србија               | 7,24   | 6,88 | x    | 6,89 | x    | 7,06 | x    | x    | 7,06     | СРС, ЛРС |
|       | Есе Бруме                | Нигерија             | 7,17 о |      | 6,22 | 6,47 | 6,85 | 6,66 | 6,76 | 6,67 | 6,85     | ЛРС      |
|       | Лорејн Јуџен             | Уједињено Краљевство | 7,05 о | 6,75 | x    | x    | 6,82 | x    | 6,78 | x    | 6,82     | ЛРС      |
| 4.    | Тифани Флин              | САД                  | 6,80 о | 6,66 | 6,70 | 6,78 | 6,43 | 6,65 | 6,51 | x    | 6,78     | ЛРС      |
| 5.    | Кванеша Беркс            | САД                  | 6,96 о | 6,65 | 6,77 | 6,51 | 6,76 | 6,63 | 6,33 | 6,53 | 6,77     | ЛРС      |
| 6.    | Марина Бех-Романчук      | Украјина             | 6,96   |      | x    | x    | 6,68 | 6,73 | x    | x    | 6,73     | ЛРС      |
| 7.    | Фатима Диаме             | Шпанија              | 6,82 о | 6,64 | x    | 6,60 | 6,71 | x    | x    | x    | 6,71     | ЛРС      |
| 8.    | Рут Усоро                | Нигерија             | 6,82   | 6,59 | 6,69 | 6,40 | x    | 6,56 | x    | x    | 6,69     | ЛРС      |
| 9.    | Милица Гардашевић        | Србија               | 6,69   | 6,69 | x    | x    | 6,59 |      |      |      | 6,59     |          |
| 10.   | Лариса Јапичино          | Италија              | 6,91   | 6,59 | 6,55 | x    | 6,57 |      |      |      | 6,57     |          |
| 11.   | Акела Џонс               | Барбадос             | 6,80   | 6,80 | x    | 6,55 | 6,55 |      |      |      | 6,55     |          |
| 12.   | Кади Сагнија             | Шведска              | 6,93 о | 6,70 | x    | 6,20 | 6,42 |      |      |      | 6,42     |          |
| 13.   | Anasztázia Nguyen        | Мађарска             | 6,77 о | 6,42 | x    | 6,39 | 6,22 |      |      |      | 6,39     |          |
| 14.   | Флорентина Костина Јуско | Румунија             | 6,92 о | 6,70 | x    | 6,24 | 6,07 |      |      |      | 6,24     |          |
| —     | Елајн Мартинс            | Бразил               | 6,74 о |      | x    | x    | x    |      |      |      | БП       |          |

Подебљани лични рекорди су и национални рекорди земље коју такмичарка представља